# Inostemma brevicornu
Inostemma brevicornu är en stekelart som beskrevs av Vikberg 1965. Inostemma brevicornu ingår i släktet Inostemma och familjen gallmyggesteklar. Arten är reproducerande i Sverige. Inga underarter finns listade i Catalogue of Life.